# Prisoners
Prisoners (bra: Os Suspeitos; prt: Raptadas) é um filme americano de 2013 dirigido por Denis Villeneuve. É estrelado por Hugh Jackman, Jake Gyllenhaal, Viola Davis, Maria Bello, Terrence Howard, Melissa Leo e Paul Dano, entre outros. O enredo centra-se no rapto de duas garotas na Pensilvânia e o resultado da busca para encontrá-las.

## Sinopse
Keller Dover está enfrentando o pior pesadelo de todos os pais. Sua filha de seis anos de idade, Anna, está desaparecida, juntamente com sua amiga, Joy. Encabeçando a investigação, está o detetive Loki. Enquanto a polícia busca várias pistas, a pressão aumenta. Sabendo que a vida de sua filha está em jogo, Dover decide que ele não tem escolha a não ser resolver o assunto com suas próprias mãos.[carece de fontes?]

## Elenco
- Hugh Jackman como Keller Dover
- Jake Gyllenhaal como Detetive Loki
- Viola Davis como Nancy Birch
- Maria Bello como Grace Dover
- Terrence Howard como Franklin Birch
- Melissa Leo como Holly Jones
- Paul Dano como Alex Jones
- Dylan Minnette como Ralph Dover
- Zoe Borde como Eliza Birch
- Erin Gerasimovich como Anna Dover
- Kyla Drew Simmons como Joy Birch
- Wayne Duvall como Capitão Richard O'Malley
- Len Cariou como Padre Patrick Dunn
- David Dastmalchian como Bob Taylor
- Jeff Pope como Elliot Milland

## Dublagem brasileira
- Estúdio de dublagem: Delart[6]
- Direção de Dublagem:  Manolo Rey[6]
- Cliente:  Paris Filmes[6]
- Tradução:  Manolo Rey[6]
- Técnico(s) de Gravação:  Léo Santos e Rodrigo Oliveira[6]
- Edição:  Gustavo Andriewiski[6]
- Mixagem:  Gustavo Andriewiski[6]

Dubladores
- Hercules Franco[6]
- Marcelo Garcia[6]
- Christiane Louise[6]
- Geisa Vidal[6]
- Reginaldo Primo[6]
- Philippe Maia[6]
- Manolo Rey[6]
- Vania Alexandre[6]
- Alexandre Drummond[6]
- Bia Grangeiro[6]
- Alice Lieban[6]
- Lina Mendes[6]
- Alfredo Martins[6]
- Gabriella Bicalho[6]

## Produção
Aaron Guzikowski escreveu o roteiro baseado em um conto que ele escreveu, parcialmente inspirado em "The Tell-Tale Heart", de Edgar Allan Poe, envolvendo "um pai cujo filho foi atingido por um motorista atropelado e, em seguida, coloca esse cara em um poço seu quintal". Depois que ele escreveu a especificação, muitos atores e diretores entraram e saíram do projeto, incluindo os atores Christian Bale e Leonardo DiCaprio e os diretores Antoine Fuqua e Bryan Singer. Em última análise, Guzikowski daria o crédito ao produtor Mark Wahlberg por colocar o projeto em pé, afirmando: "Ele foi totalmente fundamental para fazer o filme. Esse endosso o ajudou a se espalhar." A gravação do filme foi iniciada na Geórgia em fevereiro de 2013.

## Lançamento
O filme estreou no Telluride Film Festival em agosto de 2013 e foi lançado nos cinemas na América do Norte em 20 de setembro de 2013.
No Brasil, foi lançado em 18 de outubro de 2013 pela Paris Filmes divulgando junto com a ferramenta MeuFilhoSumiu.com nas redes sociais, e apresentando ideias com base na então cartilha proposta pelo Centro Nacional de Crianças Desaparecidas do país.

## Recepção

### Crítica
No agregador de críticas Rotten Tomatoes, que categoriza as opiniões apenas como positivas ou negativas, o filme tem um índice de aprovação de 81% calculado com base em 253 comentários dos críticos que é seguido do consenso: "Prisoners tem uma complexidade emocional e uma sensação de medo que faz absorver (e se preocupar) ao assistir." Já no agregador Metacritic, com base em 53 opiniões de críticos que escrevem em maioria para a imprensa tradicional, o filme tem uma média aritmética ponderada de 70 entre 100, com a indicação de "revisões geralmente favoráveis".
Ed Gibbs de The Sun Herald escreveu: "Não desde Erskineville Kings, em 1999, que Hugh Jackman apareceu tão emocionalmente exposto na tela. É um excepcional desempenho, digno de Oscar." Prisoners também foi um segundo vice-campeão para o BlackBerry People's Choice Award na Toronto International Film Festival de 2013, onde ficou atrás de Philomena e 12 Years a Slave. Jake Gyllenhaal foi selecionado para receber o prêmio de Melhor Ator Coadjuvante do Ano no Hollywood Film Festival de 2013 por sua atuação como o Detetive Loki como "um retrato verdadeiramente convincente, sutilmente em camadas de um homem encarregado do impossível e conduzido pelos demônios de seu próprio passado. Jake deu uma infinidade de excelentes desempenhos ao longo de sua carreira. Mas o seu trabalho neste filme alcança um novo nível de complexidade, como refletido nos elogios que o filme recebeu."

### Público
O público entrevistado pela CinemaScore inicialmente deu ao filme uma nota "B+" em uma escala de A+ a F, mas a Warner Bros pediu uma recontagem pelo serviço e mais tarde disse que o filme recebeu uma nota "A -".

### Bilheteria
Em 4 de dezembro de 2013, Prisioneiros arrecadou US$ 60,993,327 na América do Norte e US$  57,431,656 em países estrangeiros, para um bruto mundial de US$ 118,424,983.